# Portoroz Challenger
Il Portoroz Challenger è stato un torneo professionistico di tennis giocato su campi in cemento indoor. Faceva parte dell'ATP Challenger Series. Si è giocato annualmente a Portorose in Slovenia dal 1996 al 1998.

## Albo d'oro

### Singolare
| Anno | Campione         | Finalista        | Punteggio     |
| ---- | ---------------- | ---------------- | ------------- |
| 1996 | Gianluca Pozzi   | Ján Krošlák      | 7–6, 6–7, 6–2 |
| 1997 | Orlin Stanojčev  | Lars Burgsmüller | 1–6, 7–6, 6–0 |
| 1998 | Rainer Schüttler | Peter Wessels    | 6–3, 6–2      |

### Doppio
| Anno | Campioni                            | Finalisti                       | Punteggio     |
| ---- | ----------------------------------- | ------------------------------- | ------------- |
| 1996 | Nebojša Đorđević Aleksandar Kitinov | Mathias Huning Michael Kohlmann | 7–5, 5–7, 6–3 |
| 1997 | Danny Sapsford Chris Wilkinson      | Saša Hiršzon Udo Plamberger     | 6–0, 3–6, 6–3 |
| 1998 | Maks Mirny Andrej Ol'chovskij       | Aleksandar Kitinov Takao Suzuki | 6–4, 7–6      |